# Refugio de La Grange
El Refugio de LaGrange es un sitio arqueológico ubicado en una propiedad privada entre Leighton y Muscle Shoals en el Condado de Colbert, Alabama cerca del campus original de LaGrange College. El refugio mide 70 pies de largo por 15 pies de profundidad (21 m por 4,5 m) y está ubicado debajo de un afloramiento de arenisca con vista a una densa serie de sitios paleoamericanos en el valle abajo, lo que puede haber llevado a que se eligiera para la excavación.
Las excavaciones del sitio ocurrieron durante dos temporadas, comenzando en 1972 con Charles Hubbert como investigador principal y terminando en 1975 con Vernon J. Knight Jr como investigador principal, con ambas temporadas bajo la dirección de David L. DeJarnette de la Universidad de Alabama. Los niveles más bajos del refugio produjeron muestras de carbón que fueron datadas por radiocarbono en aproximadamente 11.280 a. C., lo que coloca las estimaciones de la habitación del sitio dentro de lo que se cree que fue el Período Paleamericano. En el momento del descubrimiento, solo otro sitio al este del río Misisipi tenía fecha de esa edad.
El carbón consistía en pequeñas motas asociadas con restos ligeros debajo de una zona definitiva del Arcaico Temprano al Paleoamericano Tardío (cultura Dalton). Después de una cuidadosa consideración, DeJarnette y Knight sugirieron que el carbón se originó en un nivel superior y migró al nivel inferior debido a la rotura del piso del refugio original. Aunque se puede cuestionar la fecha paleoamericana, el sitio también contenía un entierro arcaico temprano notable, uno de los entierros más antiguos descubiertos en el estado de Alabama.
El sitio fue incluido en el Registro Nacional de Lugares Históricos en 1974.